# Distrito Escolar de la Ciudad de New Rochelle
El Distrito Escolar de la Ciudad de New Rochelle (City School District of New Rochelle) es un distrito escolar del Estado de Nueva York. Tiene su sede en Nueva Rochela.
A partir de 2014, el consejo escolar contrató a un nuevo superintendente, Brian Osborne.